# مطثية وردية
مطثية وردية (الاسم العلمي: Clostridium roseum) هي نوع من البكتيريا يتبع جنس المطثية من الفصيلة المطثاوية.